# Język sena
Język sena (nazwa własna: chisena, cisena) – język z grupy bantu używany przez lud Sena, zamieszkujący tereny centralnych prowincji w dolinie Zambezi w Mozambiku oraz na południowo-wschodniej granicy Malawi. Ze względu na istnienie dwu tak różnych odmian (patrz niżej) do tej pory nie ustalono standardu tego języka. Językiem sena mówi około 1 500 000 osób. Jest zapisywany alfabetem łacińskim.

## Odmiany
- malawijska – z wpływami języków angielskiego i czewa; 210 000 mówiących
- mozambicka – z zapożyczeniami z portugalskiego; 1 340 000 mówiących